# Lasiopetaleae
Lasiopetaleae es una tribu de fanerógamas perteneciente a la familia Malvaceae.

## Géneros
- Commersonia - Guichenotia - Hannafordia - Keraudrenia - Lasiopetalum - Lysiosepalum - Rulingia - Seringia - Thomasia